# Croix d'honneur
Pour les articles homonymes, voir Croix (homonymie).
La croix d'honneur ou croix de l'honneur (en allemand Ehrenkreuz des Weltkrieges), appelée aussi la croix d'Hindenburg est une médaille commémorative allemande, créée le 13 juillet 1934 par le président du Reich (Reichspräsident) Paul von Hindenburg pour récompenser les soldats de l'Empire allemand ayant combattu lors de la Première Guerre mondiale.
Après l'annexion de l'Autriche (Anschluss) en 1938, les vétérans autrichiens de la Première Guerre mondiale étaient aussi éligibles à la croix d'honneur.

## Classification
On recense trois classes de croix d'honneur :
- Croix d'honneur pour les combattants (Ehrenkreuz für Frontkämpfer) - pour les soldats ayant combattu au front (décernée 6 250 000 fois)
- Croix d'honneur pour les participants à la guerre (Ehrenkreuz für Kriegsteilnehmer) - pour les soldats qui n'ont pas combattu (décernée 1 200 000 fois)
- Croix d'honneur pour les proches (Ehrenkreuz für Hinterbliebene) - pour les proches des soldats tombés (décernée 720 000 fois)

## Description
La médaille a été dessinée par Eugene Godet, ressemblant à la Croix de fer (en plus petite).
La croix d'honneur pour les combattants est une croix pattée en bronze, avec au centre les dates de la Première Guerre mondiale (1914-1918) et une couronne (de laurier pour la croix des combattants, de feuilles de chêne pour les autres), en référence à la Croix navale, remise aux vétérans de la marine de l'Empire allemand. Le ruban est noir avec une rayure rouge au centre et deux rayures blanches sur les côtés, et des épées entrecroisées en bronze.
La croix d'honneur pour les non-combattants ne possède pas d'épées croisées, avec un ruban sans épées. La Croix pour les proches n'a pas non plus d'épées et est laquée en noir, avec un ruban différent : blanc avec une rayure rouge au centre et deux rayures noires sur les côtés. Les deux croix sont entourées par une couronne de feuilles de chêne.
| Ruban                                           | Ruban                                    | Ruban                                                                |
| ----------------------------------------------- | ---------------------------------------- | -------------------------------------------------------------------- |
| Croix d'honneur pour les combattants avec épées | Croix d'honneur pour les non-combattants | Croix d'honneur pour les veuves et les parents de combattants tombés |